# Amarachi Okoronkwo
Amarachi Grace Okoronkwo (nació el 12 de diciembre de 1992) es una futbolista nigeriana que actualmente juega para Nasarawa Amazonas en la Liga Premier Femenina de Nigeria y el equipo nacional de fútbol femenino de Nigeria . Anteriormente integró el equipo de Kokkola F10 en la Naisten Liiga de Finlandia. 

## Carrera

### Carrera en club
Por su papel en liderar a las Amazonas de Nasarawa para ganar la Liga Premier Femenina de Nigeria 2017, Okoronkwo fue una de las cuatro jugadoras nominadas como  mejor jugadora de la NWPL del año, pero perdió el premio ante Rasheedat Ajibade . En mayo de 2018, fue nominada como la mejor jugadora en la Nigeria Women Premier League 2017 en Nigeria Pitch Awards. 

### Internacional
Okoronkwo representó a Nigeria en el Campeonato Africano Femenino 2010 . Fue convocada para un partido amistoso contra Alemania como preparación para la participación de Nigeria en la Copa Mundial Femenina de la FIFA .
En 2018, Okoronkwo participó para Nigeria en la Copa Femenina WAFU 2018, ganando la medalla de bronce para el equipo. También participó en el equipo nacional de fútbol femenino de Nigeria en la Copa Africana de Naciones de África 2018 y ganó el torneo con el equipo.

## Honores
- Campeonato Africano Femenino 2010 - ganadores
- Copa de la Mujer WAFU 2018 - tercer lugar
- 2017 Nigeria Women Premier League - ganadoras
- Copa Africana de Naciones Femenina 2018 - ganadores